# Свято-Миколаївська церква пересопниця

## Місце на картах Google
Щоб переглянути розташування храму на карті натисніть тут

## Панорамне фото 360
Для перегляду храму в панорамному фот натисніть тут [Архівовано 14 лютого 2022 у Wayback Machine.]

## Історія
Це дерев'яна церква, яка розташована в західній частині поселення. Споруджена вона в 18 столітті на місці більш давнього храму, який існував за часів, коли було створено Пересопницьке Євангеліє, приблизно в 16 столітті. Церква відноситься до пам’яток давньоукраїнської волинської школи, яка не зазнала іноземних впливів. Вона збудована безіменними місцевими теслями і в цьому її унікальність. 
Миколаївська церква - дуже красива споруда, яке представляє собою тричастинне одноповерхова будівля. Трохи пізніше в храмі був зроблений додатковий вхід, а з іншого боку - притвор. Поруч з церквою побудована дерев'яна двоярусна дзвіниця збудована у 1888 році. Цей храм відрізняється гармонійністю пропорцій і відноситься до найкрасивіших духовних споруд регіону. Також біля церкви знаходиться реконструкція фрагмента Пересопницького городища 12-13 століть - дерев'яна стіна з трьома кріпаками вежами.
Побувавши в цьому місці, ви відчуєте, як в повітрі витає дух старовини, відчуєте умиротворення, затишок, легкість, і просто відпочинете від шумного мегаполісу. Вирушайте з сім'єю, друзями або самі, і ви не пошкодуєте про проведений час в цьому стародавньому поселенні.